# Trixa caerulescens
Trixa caerulescens là một loài ruồi trong họ Tachinidae.